# Ричмонд (Мичиген)
Ричмонд (Мичиген) (енгл. Richmond) град је у америчкој савезној држави Мичиген. По попису становништва из 2010. у њему је живело 5.735 становника.

## Демографија
Према попису становништва из 2010. у граду је живело 5.735 становника, што је 838 (17,1%) становника више него 2000. године.
| Група             | 2000.         | 2010.         |
| Белци             | 4.540 (92,7%) | 5.302 (92,4%) |
| Афроамериканци    | 12 (0,2%)     | 58 (1,0%)     |
| Азијати           | 40 (0,8%)     | 12 (0,2%)     |
| Хиспаноамериканци | 232 (4,7%)    | 264 (4,6%)    |
| Укупно            | 4.897         | 5.735         |